# Ramiseto
Ramiseto is een municipio en voormalige gemeente in de Italiaanse provincie Reggio Emilia (regio Emilia-Romagna) en telt 1432 inwoners (31-12-2004). De oppervlakte bedraagt 98,5 km², de bevolkingsdichtheid is 15 inwoners per km². Ramiseto fuseerde op 1 januari 2016 met Busano, Collagna en Ligonchio om de fusiegemeente Ventasso te vormen.
De volgende frazioni maken deel uit van Ramiseto: Braglie, Camporella, Canova, Casalobbio, Castagneto, Cecciola, Cerreggio, Enzano, Fornolo, Gazzolo, La Costa, Lugolo, Masere, Miscoso, Montedello, Montemiscoso, Pieve San Vincenzo, Poviglio, Succiso, Succiso Nuovo, Taviano, Tegge, Temporia en de frazione Ventasso met dezelfde naam als de gemeente.

## Demografie
Ramiseto telt ongeveer 633 huishoudens. Het aantal inwoners daalde in de periode 1991-2001 met 6,5% volgens cijfers uit de tienjaarlijkse volkstellingen van ISTAT.
| Jaar | Inwoneraantal |
| ---- | ------------- |
| 1991 | 1570          |
| 2001 | 1468          |

## Geografie
Ramiseto grenst aan de gemeenten Castelnovo ne' Monti, Comano (MS), Monchio delle Corti (PR), Palanzano (PR) en Vetto en de municipi Busana en Collagna van Ventasso.
In de municipio ligt de berg de Alpe di Succiso.

Municipi van Ventasso:
Ramiseto
Busana
Collagna
Ligonchio

- Gemeinsame Normdatei: 4760244-2
- Virtual International Authority File: 249417024